# Guardia Real Tailandesa
La Guardia Real en Tailandia fue establecida por el rey Chulalongkorn en 1859. En sus inicios el monarca uso la Guardia como sirvientes personales. En la actualidad constituyen una parte del Reales Fuerzas Armadas de Tailandia cuya función es la protección de la Familia Real, la Corona y la asistencia a los actos oficiales de la misma como Guardia de honor. Sus dimensiones (mayores que las de otras formaciones similares en el mundo), le permiten ser fuerzas operativas y no sólo de representación.

## Historia
Esta formación, la más insigne de las Reales Fuerzas Armadas de Tailandia, fue establecida por el rey Chulalongkorn en 1859, cuando todavía era príncipe heredero. Inicialmente, los guardias reales eran sirvientes con deberes como asustar cuervos, que llevaron a los plebeyos a que se refieren a ellos como "Mahat Lek Lai Ka", traducido como "Cuerpo del Espantapájaros". Cuando sucedió a su padre en 1868, el rey Chulalongkorn tomó a su Guardia Real y formó una guardia real de 24 miembros, conocidos como "Thahan Song Lo" (dos docenas de soldados). Esta formación sería elevada a regimiento en 1870 como el nombre de Regimiento de Infantería 1 "Guardia del Rey", la unidad más antigua del ejército tailandés.
Alrededor de 1875, la necesidad de realizar encuestas en relación con las mejoras en la ciudad de Bangkok, y la supervisión en la realización de estas mejoras, llevó a la selección de ciertos oficiales de la guardia real para entrenar en esta dirección. Estos oficiales se formaron en una compañía especial llamada "Ingenieros Militares de la Guardia Real", en la cual James McCarthy ocupaba el rango de capitán. Un decreto real, emitido el 3 de septiembre de 1885, separó a los inspectores del resto de la guardia real y creó el Departamento de la Encuesta Real, hoy en día el Departamento de Encuestra Real del Estado Mayor General de las Reales Fuerzas Armadas.

## Organización de las unidades
Está compuesta por las siguientes unidades:
Notas: Cursiva el sentido de ex-guardia real.

### Comando de seguridad real
- Regimiento de Infantería 1 Guardaespaldas del Rey 
  - Primero Batallón de Infantería, Regimiento de Infantería 1 El propio Guardaespaldas del Rey
  - Segundo Batallón de Infantería, Regimiento de Infantería 1 El propio Guardaespaldas del Rey
  - Tercero Batallón de Infantería, Regimiento de Infantería 1 El propio Guardaespaldas del Rey
- Regimiento de Infantería 11 Guardaespaldas del Rey 
  - Primero Batallón de Infantería, Regimiento de Infantería 11 El propio Guardaespaldas del Rey
  - Segundo Batallón de Infantería, Regimiento de Infantería 11 El propio Guardaespaldas del Rey
  - Tercero Batallón de Infantería, Regimiento de Infantería 11 El propio Guardaespaldas del Rey

### Unidades delReal Ejército Tailandés
Cadetes
- Regimiento de Cadetes (Guardia Real) de la Real Academia Militar de Chulachomklao
  - Primero Batallón de Cadetes, Regimiento de Cadetes (Guardia Real) de la Real Academia Militar de Chulachomklao
  - Segundo Batallón de Cadetes, Regimiento de Cadetes (Guardia Real) de la Real Academia Militar de Chulachomklao
  - Tercero Batallón de Cadetes, Regimiento de Cadetes (Guardia Real) de la Real Academia Militar de Chulachomklao
  - Cuarto Batallón de Cadetes, Regimiento de Cadetes (Guardia Real) de la Real Academia Militar de Chulachomklao

Infantería
- Primero División de Infantería de la Guardia Real
  - Regimiento de Infantería Aerotransportada 31 "Guardia de Rey Bhumibol"
    - Primero Batallón de Infantería, Regimiento de Infantería Aerotransportada 31 "Guardia de Rey Bhumibol"
    - Segundo Batallón de Infantería, Regimiento de Infantería Aerotransportada 31 "Guardia de Rey Bhumibol"
    - Tercero Batallón de Infantería, Regimiento de Infantería Aerotransportada 31 "Guardia de Rey Bhumibol"
- Segunda División de Infantería Guardia de la Reina Sirikit
  - Regimiento de Infantería 2 "Guardia de la Reina Sirikit"
    - Primera Batallón de Infantería, Regimiento de Infantería 2 "Guardia de la Reina Sirikit"
    - Segunda Batallón de Infantería, Regimiento de Infantería 2 "Guardia de la Reina Sirikit"
    - Tercera Batallón de Infantería, Regimiento de Infantería 2 "Guardia de la Reina Sirikit"

  - Regimiento de Infantería 12 "Guardia de la Reina Sirikit"
    - Primera Batallón de Infantería, Regimiento de Infantería 12 "Guardia de la Reina Sirikit"
    - Segunda Batallón de Infantería, Regimiento de Infantería 12 "Guardia de la Reina Sirikit"
    - Tercera Batallón de Infantería, Regimiento de Infantería 12 "Guardia de la Reina Sirikit"

  - Regimiento de Infantería 21 "Guardia de la Reina Sirikit"
    - Primera Batallón de Infantería, Regimiento de Infantería 21 "Guardia de la Reina Sirikit"
    - Segunda Batallón de Infantería, Regimiento de Infantería 21 "Guardia de la Reina Sirikit"
    - Tercera Batallón de Infantería, Regimiento de Infantería 21 "Guardia de la Reina Sirikit"

Caballería
- Segundo División del Caballería Blindada de la Guardia Rey Vajiravudh
  - Regimiento de Caballería 1 Guardia Rey Vajiravudh
    - Escuadrón de Caballería 1 Regimiento de Caballería 1 Guardia Rey Vajiravudh
    - Escuadrón de Caballería 3 Regimiento de Caballería 1 Guardia Rey Vajiravudh
    - Escuadrón de Caballería 17 Regimiento de Caballería 1 Guardia Rey Vajiravudh

  - Regimiento de Caballería 4 Guardia Rey Vajiravudh
    - Escuadrón de Caballería 5 Regimiento de Caballería 4 Guardia Rey Vajiravudh
    - Escuadrón de Caballería 11 Regimiento de Caballería 4 Guardia Rey Vajiravudh
    - Escuadrón de Caballería 25 Regimiento de Caballería 4 Guardia Rey Vajiravudh

  - Regimiento de Caballería 5 Guardia Real
    - Escuadrón de Caballería 20 Regimiento de Caballería 5 Guardia Rey Vajiravudh
    - Escuadrón de Caballería 23 Regimiento de Caballería 5 Guardia Rey Vajiravudh
    - Escuadrón de Caballería 24 Regimiento de Caballería 5 Guardia Rey Vajiravudh
- Escuadrón Independiente de Caballería Blindada 27 Segundo División del Caballería Blindada de la Guardia Rey Vajiravudh
- Escuadrón Independiente de Caballería Blindada 29 Guardia Rey Bhumibol
- Batallón Blindado de Caballería 4 Primero División de Infantería de la Guardia Real
- Batallón Blindado de Caballería 2 Segunda División de Infantería Guardia de la Reina Sirikit
- Batallón Blindado de Caballería 30 Segunda División de Infantería Guardia de la Reina Sirikit

Artillería
- Regimiento de Artillería de Campaña 1 Guardia Real
  - Batallón de Artillería 1 Regimiento de Artillería de Campaña 1 Guardia Real
  - Batallón de Artillería 2 Regimiento de Artillería de Campaña 1 Guardia Real
  - Batallón de Artillería 3 Regimiento de Artillería de Campaña 1 Guardia Real
- Regimiento de Artillería de Campaña 2 Guardia Reina Sirikit
  - Batallón de Artillería 2 Regimiento de Artillería de Campaña 2 Guardia Reina Sirikit
  - Batallón de Artillería 12 Regimiento de Artillería de Campaña 2 Guardia Reina Sirikit
  - Batallón de Artillería 21 Regimiento de Artillería de Campaña 2 Guardia Reina Sirikit
  - Batallón de Artillería 102 Regimiento de Artillería de Campaña 2 Guardia Reina Sirikit
- Grupo de Artillería de Defensa Antiaérea 1 Guardia Real, Regimiento de Artillería de Defensa Antiaérea 2 Guardia Real

Ingeniería
- Regimiento de Ingeniería Militar 1 Guardia Real
  - Batallón de Ingenieros 52 Regimiento de Ingeniería Militar 1 Guardia Real
  - Batallón de Ingenieros 112 Regimiento de Ingeniería Militar 1 Guardia Real
- Batallón de Ingenieros 1 Primero División de Infantería de la Guardia Real
- Batallón de Ingenieros 2 Guardia Reina Segunda División de Infantería Guardia de la Reina Sirikit

Fuerzas Especiales
- Regimiento de Operaciones Especiales 3 Guardia Real
  - Batallón de Cazadores de la Guardia Real, Regimiento de Operationes Especiales 3 - Guardia Real
  - Batallón de Operaciones Especiales Guardia Real, Regimiento de Operaciones Especiales 3 - Guardia Real

Médico (ex)
- Batallón Médico 1 Primero División de Infantería de la Guardia Real
- Batallón Médica 2 Segunda División de Infantería Guardia de la Reina Sirikit

Señales (ex)
- Batallón de Señales 1 Guardia Real
- Batallón de Señales 12 Guardia Real
- Batallón de Señales 2 Segunda División de Infantería Guardia de la Reina Sirikit

Logistica y Intendencia (ex)
- Batallón de mantenimiento Regimiento de apoyo Segundo División del Caballería Blindada de la Guardia Real Vajiravudh
- Batallón de mantenimiento Regimiento de apoyo Segunda División de Infantería Guardia de la Reina Sirikit

Transportación (ex)
- Regimiento de Transportación Militar Guardia Real del Ejército
  - Batallón de Transportes 1 Regimiento de Transportación Militar Guardia Real del Ejército
  - Batallón de Transportes Combate 2 Regimiento de Transportación Militar Guardia Real del Ejército

### Unidades de laReal Armada Tailandesa
Guardiamarinas
- Regimiento de Guardiamarinas (Guardia Real) de la Real Academia Naval de Tailandia
  - Primero Batallón de Guardiamarinas, Regimiento de Guardiamarinas (Guardia Real) de la Real Academia Naval de Tailandia
  - Segundo Batallón de Guardiamarinas, Regimiento de Guardiamarinas (Guardia Real) de la Real Academia Naval de Tailandia
  - Tercero Batallón de Guardiamarinas, Regimiento de Guardiamarinas (Guardia Real) de la Real Academia Naval de Tailandia
  - Cuarto Batallón de Guardiamarinas, Regimiento de Guardiamarinas (Guardia Real) de la Real Academia Naval de Tailandia

Marina
- Batallón del Infantería de Marina 1, Guardia Real Regimiento de Infantería de Marina 1, División del Infantería de Marina, Real Infantería de Marina de Tailandia
- Batallón del Infantería de Marina 9, Guardia Real Regimiento de Infantería de Marina 3, División del Infantería de Marina, Real Infantería de Marina de Tailandia
- Batallón del Estado Mayor y Guarnición del Regimiento de Infantería de Marina 1 Guardia Real División del Infantería de Marina, Real Infantería de Marina de Tailandia (ex)
- Batallón del Estado Mayor y Guarnición del Regimiento de Infantería de Marina 3 Guardia Real División del Infantería de Marina, Real Infantería de Marina de Tailandia (ex)

### Unidades de laReal Fuerza Aérea Tailandesa
Cadetes
- Regimiento de Cadetes (Guardia Real) de la Real Academia de la Fuerza Aérea Tailandesa "Navaminda Kasatriyadhiraj"
  - Primero Batallón de Cadetes, Regimiento de Cadetes (Guardia Real) de la Real Academia de la Fuerza Aérea Tailandesa "Navaminda Kasatriyadhiraj"
  - Segundo Batallón de Cadetes, Regimiento de Cadetes (Guardia Real) de la Real Academia de la Fuerza Aérea Tailandesa "Navaminda Kasatriyadhiraj"
  - Tercero Batallón de Cadetes, Regimiento de Cadetes (Guardia Real) de la Real Academia de la Fuerza Aérea Tailandesa "Navaminda Kasatriyadhiraj"
  - Cuarto Batallón de Cadetes, Regimiento de Cadetes (Guardia Real) de la Real Academia de la Fuerza Aérea Tailandesa "Navaminda Kasatriyadhiraj"
  - Quinto Batallón de Cadetes, Regimiento de Cadetes (Guardia Real) de la Real Academia de la Fuerza Aérea Tailandesa "Navaminda Kasatriyadhiraj"

Seguridad de la Aviación
- Regimiento de Seguridad de la Aviación "Guardia Real"
  - Primero Batallón de Seguridad de la Aviación, Regimiento de Seguridad de la Aviación "Guardia Real", Comando de fuerza de seguridad
  - Segundo Batallón de Seguridad de la Aviación, Regimiento de Seguridad de la Aviación "Guardia Real", Comando de fuerza de seguridad
  - Tercero Batallón de Seguridad de la Aviación, Regimiento de Seguridad de la Aviación "Guardia Real", Comando de fuerza de seguridad

Artillería de Defensa Antiaérea
- Regimiento de Artillería de Defensa Antiaérea "Guardia Real"
  - Primero Batallón de Artillería de Defensa Antiaérea, Regimiento de Artillería de Defensa Antiaérea "Guardia Real"
  - Segundo Batallón de Artillería de Defensa Antiaérea, Regimiento de Artillería de Defensa Antiaérea "Guardia Real"
  - Tercero Batallón de Artillería de Defensa Antiaérea, Regimiento de Artillería de Defensa Antiaérea "Guardia Real"

Escuadrón Aéreo (ex)
- Escuadrón Aéreo Helicoptero 201 Guardia Real (ex)
- Escuadrón de Vuelo 602 Guardia Real (ex)